# Avant que l'ombre... À Bercy
Avant que l'ombre... À Bercy è il quarto CD live della cantante francese Mylène Farmer, pubblicato nel 2006 dalla Polydor Records.

## Il disco
Dopo 6 anni dal suo Mylènium Tour Mylène Farmer torna con un tour nel 2006 che prevede 13 date a Bercy. Lo spettacolo apre le porte il 13 gennaio per finire il 29 dello stesso mese. Ed il risultato è sempre lo stesso: un trionfo. La Farmer presenta uno spettacolo come al solito unico nel suo genere, presentando pezzi del suo nuovo album Avant que l'ombre... mischiati a vecchi successi dei suoi precedenti album (gli unici album che verranno messi da parte saranno Cendres de lune e Innamoramento). Finite le date col tutto esaurito, Jérome Devoise, mixa i brani e a dicembre del 2006 esce Avant Que L'ombre... à Bercy in versione cofanetto cd e dvd. Per promuovere il tutto saranno estratti due singoli (Avant que l'ombre... (Live) e Déshabillez-moi (Live)). Il cd è già primo in Francia alla prima settimana di uscita, ma ciò che sconvolge tutti è il dvd: rimanendo al primo posto per varie settimane, questo venderà alla fine ben 500 000 copie, diventando il dvd musicale più venduto di tutti i tempi in Francia.

## Tracce

### CD1
1. Introduction
2. Peut-être toi
3. XXL
4. Dans les rues de Londres
5. California
6. Porno-Graphique
7. Sans contrefaçon
8. Q.I
9. C'est une belle journée
10. Ange, parle-moi
11. Redonne-moi

### CD2
1. Rêver
2. L'autre
3. Désenchantée
4. Nobody Knows
5. Je t'aime mélancolie
6. L'amour n'est rien...
7. Déshabillez-moi
8. Les mots
9. Fuck Them All
10. Avant que l'ombre...

## Singoli
- Avant que l'ombre... (Live)
- Déshabillez-moi (Live)